# Frédéric Blackburn
Frédéric Blackburn (ur. 21 grudnia 1972 w Chicoutimi) – kanadyjski łyżwiarz szybki specjalizujący się w short tracku, dwukrotny srebrny medalista olimpijski.
Dwukrotnie uczestniczył w zimowych igrzyskach olimpijskich. Na igrzyskach w Albertville w 1992 roku zdobył dwa srebrne medale olimpijskie – w biegu na 1000 m i sztafecie. Dwa lata później podczas igrzysk w Lillehammer wziął udział w trzech konkurencjach – był czwarty w sztafecie, piąty w biegu na 500 m oraz ósmy na 1000 m.